# 业治铮
业治铮（1918年4月11日—2003年1月3日），江苏南京人。中华人民共和国地质学家。

## 生平
早年毕业于國立中央大学地质系，后任国民政府行政院资源委员会矿产测勘处技术员，中大助教。1946年赴美国路易安娜州立大学和密苏里大学学习并获硕士。1951年，参与筹建长春地质学院任教授、系主任、教务长。1964年，筹建并任海洋地质研究所副所长。1970年，任华东地质研究所所长。1976年，任青岛海洋地质研究所所长，同济大学教授。1980年，当选为中国科学院地学部委员，从事中国边缘海沉积学问题的研究。著有《西康会理一带四肢矿产》、《东北地区的找磷方向》、《石灰岩的结构成因分类》、《震旦纪藻碳酸盐岩的沉积作用》、《西沙石岛风成石灰岩的发现》等。